# Jodi Lyn O’Keefe

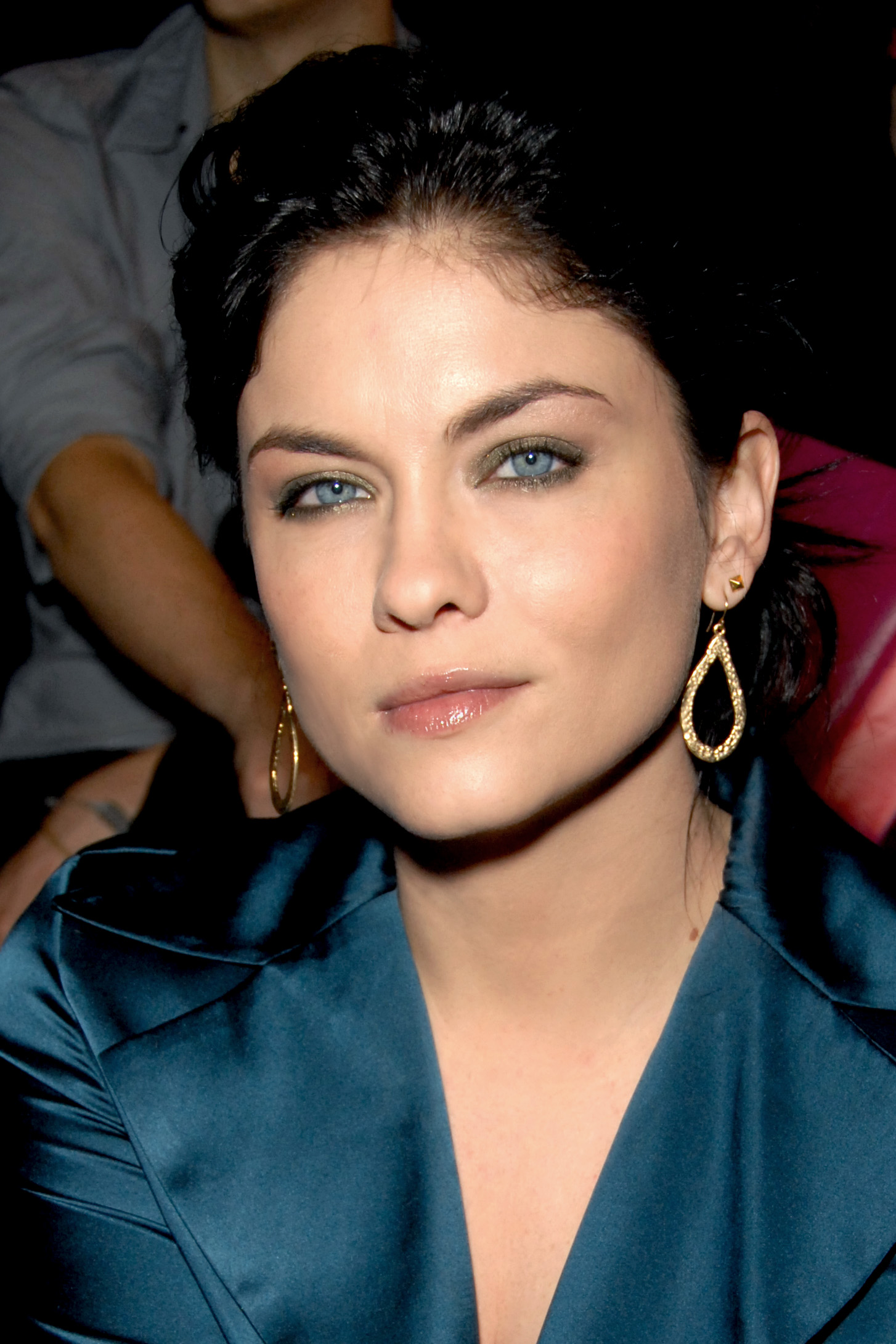
Jodi Lyn O’Keefe (2008)

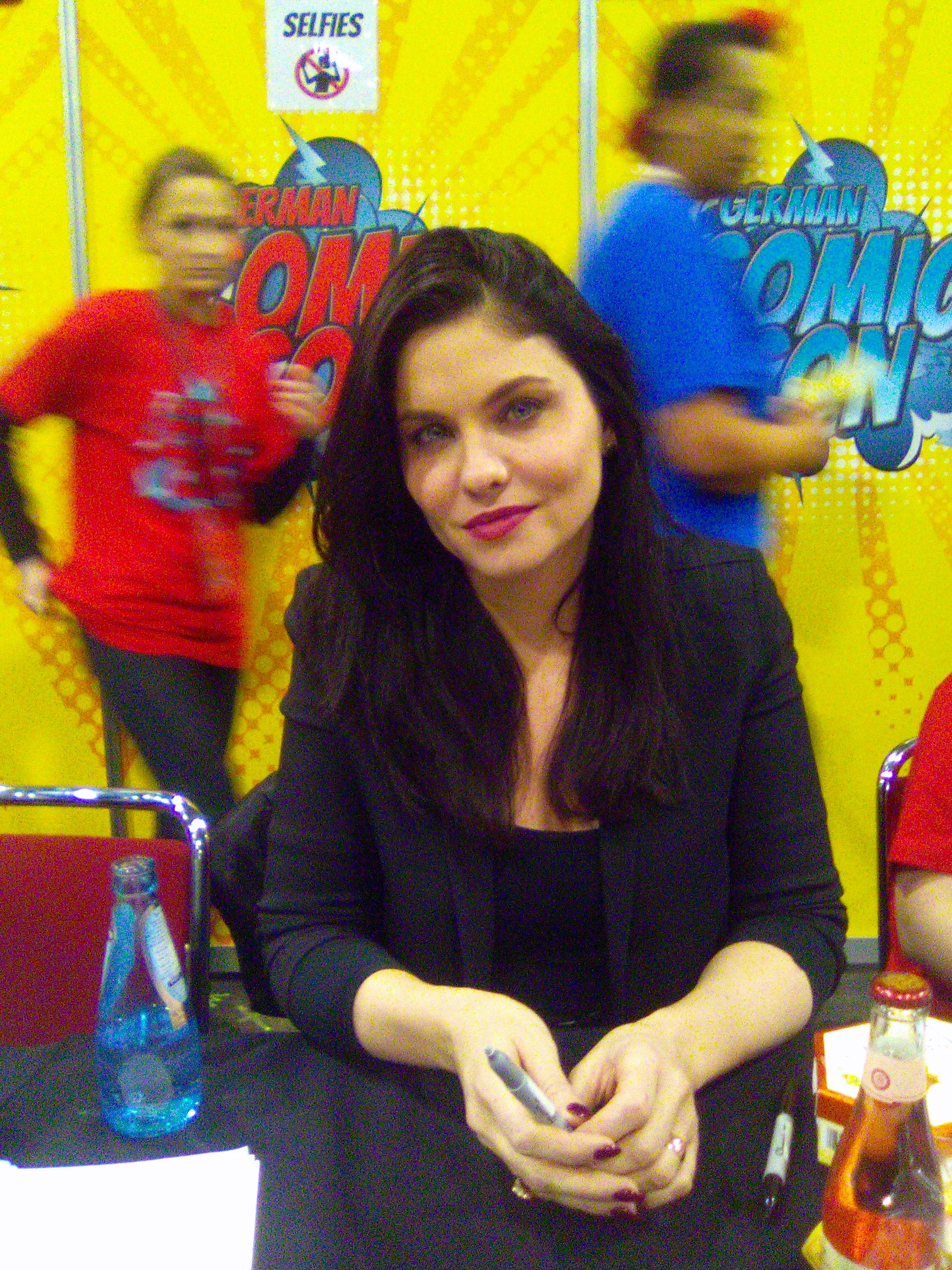
Jodi Lyn O’Keefe (2016)

Jodi Lyn O’Keefe (* 10. Oktober 1978 in Cliffwood Beach, New Jersey) ist eine US-amerikanische Schauspielerin und Model.

## Leben
Jodi Lyn O’Keefe spielte ab dem Alter von 17 Jahren in allen sechs Staffeln der Fernsehserie Nash Bridges die Rolle der Cassidy Bridges. Darüber hinaus hatte sie Gastauftritte in zahlreichen weiteren Serien wie z. B. Dharma & Greg, Two and a Half Men oder The Big Bang Theory. Größere Bekanntheit abseits des Fernsehens erlangte sie durch die Spielfilme Halloween H20 (1998) und Eine wie keine neben Freddie Prinze jr. (1999). In der Fernsehserie Prison Break spielte sie als Gretchen Morgan eine tragende Rolle in der dritten und vierten Staffel. In Deutschland erlangte sie vor allem durch ihre Nebenrolle als Jo in der Fernsehserie Vampire Diaries Bekanntheit.

## Filmografie (Auswahl)
- 1995: Another World (Fernsehserie, 15 Folgen)
- 1996–2001: Nash Bridges (Fernsehserie)
- 1998: Halloween H20 (Halloween H20: Twenty Years Later)
- 1999: Eine wie keine (She’s All That)
- 2000: The Crow III – Tödliche Erlösung (The Crow: Salvation)
- 2000: Teacher’s Pet – Devil in the Flesh 2
- 2000: Hoffnungslos verliebt (Whatever It Takes)
- 2002: Dharma & Greg (Fernsehserie, 2 Folgen)
- 2002: Falling in Love in Pongo Ponga
- 2003: The Pool at Maddy Breaker’s
- 2003: Red Rover
- 2004: Mummy an’ the Armadillo
- 2004: Out for Blood
- 2004: Tru Calling – Schicksal reloaded! (Tru Calling, Fernsehserie, Folge 1x10)
- 2004–2005: Boston Legal (Fernsehserie, 3 Folgen)
- 2004–2011: Two and a Half Men (Fernsehserie, 4 Folgen, verschiedene Rollen)
- 2005: Charmed – Zauberhafte Hexen (Charmed, Fernsehserie, Folge 6x18)
- 2005: Adopted
- 2005: Eve (Fernsehserie, Folge 2x15)
- 2005: Venice Underground
- 2005: Three Wise Guys
- 2006: The Evidence
- 2006: CSI: NY (Fernsehserie, Folge 3x17)
- 2006: Criminal Minds (Fernsehserie, Folge 2x02)
- 2007–2009: Prison Break (Fernsehserie, 37 Folgen)
- 2007: American Identity
- 2008: Command & Conquer: Alarmstufe Rot 3: Der Aufstand (Command & Conquer: Red Alert 3 – Uprising, Computerspiel)
- 2009: The Big Bang Theory (Fernsehserie, Folge 2x21)
- 2009: Soul Fire Rising
- 2010: Lost (Fernsehserie, Folge 6x08)[1]
- 2012: Castle (Fernsehserie, Folge 5x02)
- 2012: The Finder (Fernsehserie, Folge 1x03)
- 2013: The Exes (Fernsehserie, Folge 3x01)
- 2013: Frozen Ground (The Frozen Ground)
- 2014: Merry Ex-Mas (Fernsehfilm)
- 2014–2018: Hit the Floor (Fernsehserie, 31 Folgen)
- 2014–2015, 2017: Vampire Diaries (The Vampire Diaries, Fernsehserie, 23 Folgen)
- 2016: Lucifer (Fernsehserie, Folge 1x03)
- 2018: Am Rande der Angst (Edge of Fear)
- 2018: Legacies (Fernsehserie, Folge 1x06)
- 2021: Hip Hop Family Christmas (Fernsehfilm)